# Hernán Lacunza
Jorge Roberto Hernán Lacunza (Buenos Aires, 25 de fevereiro de 1969) é um economista argentino. Foi Ministro de Economia da Província de Buenos Aires entre 2015 e 2019, na gestão María Eugenia Vidal. Em 17 de agosto de 2019, foi nomeado Ministro da Economia da Nação Argentina pelo Presidente Mauricio Macri depois da renúncia de Nicolás Dujovne.

## Biografia

### Inícios
Realizou seus estudos secundários no Instituto San Román, no bairro de Belgrano, em Buenos Aires. Lacunza licenciou-se em Economia na Universidade de Buenos Aires, em 1994, e entre 1997 e 1998, realizou uma pós-graduação em Economia na Universidade Torcuato Di Tella.
Na iniciativa privada, foi consultor na Fundação Capital, fundada por Martín Redrado.

### Ministro de Economia da província de Buenos Aires
Em 10 de dezembro de 2015, a governadora María Eugenia Vidal nomeou-o Ministro de Economia da Província de Buenos Aires (PBA). Lacunza expressou em notas jornalísticas que, ao momento de assumir, a província "estava avariada", com um forte déficit, altos impostos e com muitas obras públicas paralisadas. No entanto, Lacunza elogiou o baixo nível de endividamento que deixou a gestão de Daniel Scioli.
Sua gestão foi criticada pelo aumento da dívida pública. Segundo o portal Chequeado, a dívida bonaerense passou de US$ 9.400 milhões a 12.000 milhões. Lacunza respondeu a estes questionamentos dizendo que o endividamento não tem sido "alocado", mas que apenas representa "uns US$ 700 milhões mais" na dívida real de 2015. Em 2017, a PBA fez a maior colocação de dívida de história, 951 milhões de dólares. Estes fundos foram captados para ser utilizados em planos de infra-estrutura. Em dezembro de 2018, o instituto estatal de previdência, a ANSES, emprestou 28 bilhões de pesos argentinos à província de Buenos Aires, para que esta pudesse fechar seu programa financeiro anual, sem recorrer aos mercados.
Durante sua gestão fecharam 5500 empresas na província e perderam-se 50 mil empregos registados.

### Ministro da Economia da Argentina
Em 17 de agosto de 2019, assume o cargo de Ministro da Economia da Nação Argentina. Em 28 de agosto, anunciou um pacote com quatro medidas: (1) extensão dos vencimentos de dívida de curto prazo (Letes e Lebacs), (2) envio ao congresso de um projeto de lei que promova a troca voluntária de dívida sob a lei local, (3) início de um processo de troca de dívida sob a lei estrangeira e (4) extensão do prazo dos vencimentos com o FMI. Em todos os casos se trata de extensões de prazo, sem tira de capital nem de interesse. Com estas medidas, o governo refinanciou quase 85% da dívida a vencer no curto prazo, o que lhe permite dispor dessas reservas para conter a alta do dólar.
Em 1 de setembro de 2019, dispuseram-se medidas de controle de mudanças: um limite de 10 mil dólares para compra-a de dólares, a obrigatoriedade de que as empresas transnacionais solicitem autorização ao BCRA para girar dividendos a suas casas matrizes no exterior e um prazo máximo para que os exportadores liquidem as divisas geradas em suas operações. Lacunza declarou que eram medidas "incômodas e transitórias" mas que eram necessárias para evitar um "mal maior" devido a economia do país enfrentar uma "crise de confiança".